# Llibre del Repartiment de Valencia

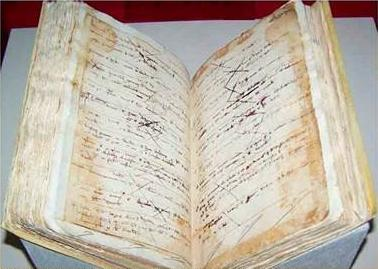
Ejemplar del Llibre del Repartiment de Valencia.

El Llibre del Repartiment de València (nombre atribuido en latín: Donationum regni Valentie, en valenciano: Llibre del Repartiment de València, en español: Libro del Reparto de Valencia) es un libro de registro del siglo XIII donde los escribas del rey Jaime I de Aragón anotaban las promesas de donación de propiedades cuando se terminara la conquista de Valencia. Después los escribas marcaban los nombres de las personas que realmente tomaban posesión.
La capitulación de Valencia sucedió el 28 de septiembre de 1238, entrando según los documentos ese mismo día los cristianos en la ciudad, entre ellos el mismo Rey Jaime I, pese a que la tradición lo data en el día de Sant Donís, el 9 de octubre, fecha en la que hizo su entrada triunfal en la ciudad.
Ese mismo día el rey entregó casas en la ciudad y en Benimaclet, según se pactó en el asedio, y el documento se otorgó dentro de la ciudad. En él se registran meticulosamente las donaciones de casas o terrenos hechas por el rey Jaime I a aragoneses, catalanes, occitanos, italianos, navarros, franceses, castellanos y flamencos, es decir, a todos los que participaron en la conquista de Valencia.
En dicho libro, se puede leer la filiación del receptor de la casa o finca de dónde procede y los bienes asignados. Evidentemente, los bienes habían sido expropiados a los musulmanes que las habitaban con anterioridad. Algunos huyeron hacia el sur con todos sus bienes, a territorios aún musulmanes, mientras que otros permanecieron en el nuevo reino cristiano.
El libro se conserva en l'Arxiu de la Seu de Barcelona, actualmente Archivo de la Corona de Aragón (ACA). Existen otros documentos similares con la misma función para diferentes territorios, como el Llibre del Repartiment de Mallorca y otros Repartimientos conservados del reino de Castilla. 

## Donaciones
[1]  Artallus de Luna, alqueriam de Paterna et Maneçar. VII idus julii. 
[2] B. abbas de Crassa, ecclesiam Sancti Vincentii et XXX jovatas terre in termino de Valentia. VII idus julii. 
[3] Pelegrinus, scutifer, II jovatas terre in Campanar. VII idus julii. 
[4] Oxova de Peralta, III jovatas in Maçamagrel, de illa hereditate que erat d’Abdohabela Abenoha Alchariç, cum domibus quas ibi habebat. VII idus.  
[6] Frater Lupus Martini, comendator de Alcaniç, castra et villas sive alquerias de Vetera et de Buyla. VIII idus julii. 
[7] P., sacrista, X jovatas in alqueria d’Al Geroç. XV kalendas augusti. Revocata est. 
[8] G. de Vico, juniori, de Barchinona, VI jovatas in Algeroç. XV kalendas augusti. 
[f. 1v] 
[9] Gomicius Moynoç, de Turol, domos et totam hereditatem d’Aven Jacob Betalaxerif. XI kalendas augusti. 
[10] Egidius d’Atrossil, filius Pelegrini d’Atrossil, alqueriam de Naquara, de la Serra. XIIII kalendas madii. 
[11] Martinus de Siçilia, [domos de Alfaçal, mauro] et I molendinum in Petraer cum tribus rotis, sicut sunt ibi, et VI jovatas circa molendinum. VII kalendas augusti. 
[12] G. Bou, de Barchinona, IIII jovatas in Campanar et casas in Valentia, et ortum in carraria d’Albeb Ahaçar. Ipse et omnes isti subscripti de Barchinona. V kalendas augusti.
[13] F. de na Nina, IIII jovatas in Campanar et ortum et casas in dicto loco. V kalendas augusti. 
[14] R. de Bayneres, II jovatas in Camponar et ortum et domos in dicto loco. V kalendas augusti. 
[15] G. de Roudors, II jovatas in Campanar et ortum et domos in dicto loco. V kalendas augusti. 
[16] G. Alegret, II jovatas in Campanar et ortum et domos in illo loco. V kalendas augusti. 
[17] P. Duran, II jovatas in Campanar et ortum et casas in illo loco. V kalendas augusti. 
[f. 2r] 
[18] A. Jorda, II jovatas in Campanar et ortum et casas in Valentia. V kalendas augusti. 
[19] R. de Rubi, II jovatas in Campanar et ortum et casas in Valentia. V kalendas augusti.
[20] P. Bufil, II jovatas in Campanar et ortum et casas in Valentia. V kalendas augusti. 
[21] Bg. Espainol, II jovatas in Campanar et ortum et casas in Valentia. V kalendas augusti. 
[22] G. Jenoves, II jovatas in Campanar et ortum et casas in civitate. V kalendas augusti. 
[23] P. Rossel, II jovatas in Campanar et ortum et casas in civitate. V kalendas augusti. 
[24] B. Gilabert, II jovatas in Campanar et ortum et casas in civitate. V kalendas augusti. 
[25] B. de ça Galea, II jovatas in Campanar et ortum et casas in Valentia. V kalendas augusti. 
[26] Bafiel, alfaquinius domini regis, casas d’Abengevir que fuerunt d’Anaxe, suo socero. [cum III jovatis sue hereditatis et ….. …..] V kalendas augusti. Et reallum cum orto eidem contiguo eiusdem sarraceni. Et duos campos magnos, via in medio, quorum unus est tapiatus, circumdatus tribus viis et confrontatus in campo de Abinanubil et de Abdela Abenfulsel, et fratrum suorum et filiorum de Abjuha Lipha, ferrario, et alius campus confrontatus in via que vadit ad Rascanya, et in via iuxta alium dictum campum tapiatum, et in campo de Jahie Allyri, sarraceno, et in quadam magna cequia, et in casalibus usque ad ciminterium. 
[f. 2v] 
[27] G., scriptor domini regis, domos et operatoria d’Albuçach Alyfragy. V kalendas augusti. In calle d’Almaxeti sive Poenitenciorum. 
[28] Gonçalvus Petri de Conqua, III jovatas in alqueria [d’Algeroç] de La Rambla, et domos in Valentia. Kalendas augusti. 
[29] Rodericus Eximeniç de Lusia, alqueriam de Foyos totam integram, unam barcham francham in Albufera. Kalendas augusti. 
[30] Garcia Petri de Figerola, alqueriam de Borgaçot, cum VIIII jovatis iuxta alqueriam. Kalendas augusti. 
[ 1 - 30 ]
[31] Bg. de Çesposes, de Barchinona, V jovatas inter Castellonem et Valentiam, et domos in civitate.  Ipse et omnes isti subscripti in dicto loco, jovatas et casas in una carraria. IIII nonas augusti. 
[32] G. Emerich, IIII jovatas in Beniferre et domos de Abrafim Almaurelli, in Alaxebi. 
[33] J. Gayta, IIII jovatas et domos. 
[34] B. Girbert, II jovatas et domos. 
[35] B. Çespital, II jovatas et domos. 
[36] P. de Blanes, II jovatas et domos. 
[f. 3r] 
[37] F. Delcol, II jovatas et domos. 
[38] Arbert de Archs, II jovatas et domos. 
[39] B. Saura, II jovatas et domos. 
[40] F. de Pomar, II jovatas et domos. 
[41] G. Bonet, II jovatas et domos. 
[42] A. Emerig, II jovatas in Beniferri et domos de Çaat Alagat. 
[43] G. Bovet, II jovatas et domos. 
[44] Marques, II jovatas et domos. 
[45] B. Suau, II jovatas et domos. 
[46] R. de Blanes, II jovatas et domos. 
[47] Bg. De Lerida, II jovatas et domos. 
[48] P. Correger, II jovatas et domos. 
[49] Marti de Barchinona, II jovatas et domos. 
[50] G. de Lerida, II jovatas et domos. 
[f. 3v] 
[51] P. Ferrandi d’Albarraçin, castrum de Xelva et Huyturam, alqueriam de Carçer; et retinet rex pacem et gerram. IIII nonas augusti. 
[52] G. d’Espailarges, miles, VI jovatas in Campanar. IIII nonas augusti. 
[53] G. d’Aguiló, alqueriam de Rascayna integram, cum furnis et molendinis. II nonas augusti. 
[54] Exeminus d’Urrea, alquaream de Suilana. II nonas augusti. 
[55] B. episcopus Cesarauguste, castrum et villam de Villaroya. II kalendas septembris. 
[56] Dominicus de Lacambra, ortum in Roteros de Maymo Abin Alaroxi. [et domos in Valencia] III kalendas septembris. Et II jovatas in Rajosa. 
[57] B. episcopus Cesarauguste, domos et hereditatem integram d’Aly Alçaragoçí. IIII kalendas septembris. 
[58] Julianus de Bello Loco, dertusensis, II jovatas in Campanar et domos in Valentia. V idus septembris. 
[59] B. Girbert, de Dertusa, domos et totam hereditatem d’Alboçach Avinçalema. IIII idus septembris. 
[60] P. Ferrer [?] de Albarraçí, vallem de Canava sitam iuxta Sogorbium. IIII nonas augusti, apud Cepollam. 
[61] Jaques Sanç et G., escriva domini regis, totam hereditatem, ortos, campos d’Albuçach Alyfragy quod habet in alqueria de Petraer d’Alfauquia, et in termino de Valentia. IIII idus septembris. 
[62] P. de Cubels, escriva de magistro Templi, domos de Aboabdeli Alaroxi, et II jovatas de sua hereditate. XVII kalendas octobris. 
[63] Goçalvo Ruiç d’Udiala, domos de [ Fulsel’ ?] Muça Alla et IIII jovatas de sua hereditate. XV kalendas octobris. Almouçal. 
[64] Michael de Xea, miles, VI jovatas in rahal Almageri, et domos et ortum in Valentia. XIIII kalendas octobris. 
[65] Fratri B. et fratri Andree, pro Escarpio, alqueriam de Maçalmardà et domos in Valentia de Çideu, et suum realem et unam barcham in Albuferam. XIIII kalendas octobris.
[66] P. Petri sotulator, domos in Valentia. XIIII kalendas octobris. 
[67] P. Arçeç de Roda, miles, alqueriam de Gaivuel. V kalendas septembris. 
[68] P. de Galiners, miles, IIII jovatas in termino Valentie, et domos in civitate et ortum. XIIII kalendas octobris. 
[69] Santius P. de Noayles, miles, VI jovatas in alqueria de Godeila, et domos in Valentia. X kalendas octobris. De Mahomat Avenadalil, et ortum de Alttortoxi Aliasar. 
[f. 4v] 
[70] J. Periç de Pavia, miles, IIII jovatas in alqueria d’Albutxech, in vineas vel pecias quas magis voluerit, et domos in dicta alqueria, et domos in Valentia. X kalendas octobris. De Abrahim Abivaleva, in vico de Avensalmo et de Açiça. 
[71] Examen de Focibus, alqueriam de Tales que est iuxta Undam, et domos in Unda. XI kalendas octobris. Miles. 
[72] Bg. d’Entença, miles, castrum et villam de Xiva et de Petralba iuxta Valentiam. VII kalendas octobris. 
[73] Oxoa Alaman, miles, et tribus suis sobrinis, VIII jovatas in termino de Xest. XIIII kalendas septembris. 
[74] Hominibus de Jaca, scilicet XLIII casas in Valentia, in barrio de Raval Alcadi, et XLIII jovatas in termino de Valentia, P. de Pardineta, Bertrandus de Pina, P. Lana, Ariaja, Benedet Paloma, Brasch, J. de na Pelegrina, Calbet, Domenge de Garrito, J. Pailaranch, Blaschus d’Ordoino, B. Maradel, Gili de Sposa, Blaschus de Sposa, Salvador de Cogot, J. d’Espori, Domenge lo Roy, J. de Francesa, Sicard et suus frater, Domenge et suus frater, Domenge Sanxeç, P. Lopiç, G. de Pardinera, J. de Saragoça, Domenge Porgadarel, Nadal Adobador, Marti suus frater, G. Bertran, Genes, Lorenç de Borça, J. Porgader, J. de Pegera, Sanxo de Seinos, Garcia Larbesa, P. de Lascui, Domingo d’Ul, Michael d’Aspa, J. de Març, Michael de Set Fons, Paschal, Domingo de R. G., Domingo de Santa Cruç, Sanç Baran, Ferrando Duit, Domingo Jacme. VI kalendas octobris. 
[75] Guillemonus Scribe, duas jovatas terre in raallo de Anaxe qui est in Roçafa, et domos eiusdem raalli, et alias duas. 
[76] Guillemonus Scribe, reallum et ortum de Galip Ibanmardanix, qui alio nomine vocatur, et de [en blanc] et de [en blanc]. 
[f. 5r] 
[77] P. de Viacamp, domos de Avenbona et I jovatam de sua hereditate quod habet in Rambla, et domos Raal Ladea que fuerunt de alcayt Alpich, et quinque jovatas in hereditate de alcayt Alpich et de Abenvivent, quod habebant in dicto raallo. Kalendas octobris. Miles. 
[78] P. de Viacamp, VI jovatas in rahal de Ladea, in hereditati d’alcaido de Alpich, et domos in Valentia in sua hereditate de Avebona, et totam suam hereditatem in civitate et extra. VII kalendas octobris. Et domos in rahal de Ladea que erant de Alpich. 
[79] Santius de Mora, adalil, domos in Valentia et tres jovatas in alqueria d’Ahaudarela; et decem sociis suis singulas domos in Valentia et singulas jovatas in dicta alqueria. XVI kalendas februarii. 
[80] Exemen de Pacho, miles, IIII jovatas in rahal Almageri et domos in Valentia. VI nonas octobris. 
[81] Magister G., medicus domini regis, IIII jovatas in Campanar. Valentie. Nonas augusti. Et domos et ortum de Habohamet Halmohegreç, alfaquini, et unam vineam in termino Valencie. Nonas augusti. 
[82] P. Arceç de Roda, curiam sive çalmedinatum Valentie. 
[83] Guillemonus Scribe, scribaniam curie sive çalmedinati Valencie. Nonas octobris. 
[84] Guillemonus Scribe, domos d’Alarif, iuxta alcaçar regis et realem [et III ? jovatas de sua hereditate. VI nonas octobris] in Valentia, inter portam de Exarea et de Bibaçachar, que vendidit ad Rayosam. Que hereditas est [….. …..] et Dele Abucequi. VI nonas octobris. 
[85] G. Morages, Dertuse, domos et real d’Abenjuçel, et VI jovatas de sua hereditate. V nonas octobris. 
[86] P. R. dertusensis, domos et ortum d’Açmet Abinsahadon, alfaquim, et VI jovatas in Roçafa. V nonas octobris. 
[87] Guillemonus Scribe, domos [de Alarif, de Mahomat Alguasqui, que sunt iuxta alcaçar regis, et IIII jovatas de sua hereditate de rahal Alarif, quod est versus mare, et domos in arahal predictum]. VI nonas octobris. Et ortum de filia de Galip, uxore de Nemi Ibanmardanixi, iuxta ortum de Mahomat Sefir, et est inter portam de Bebalcantera et de Bebalvirach. 
[88] Guillemonus Scribe, raall de Anaxe, qui est in Roçafa, cum una jovata terre eidem contigua, et Turrim de Petraher cum campo et tres jovatas terre, in quibus jovatis numeratur dictus campus. Kalendas octobris. In Dertusa. Era quinta. 
[f. 5v] 
[89] Monasterium de Benifaçà, domos in Valentia et quinque jovatas in termino de Valentia, in alqueria de Benimaglet, et quinque jovatas in termino de Murvedre, in alqueria de Caned. V nonas octobris. 
[90] P. Lupi de Belxit, miles, domos in Valentia et III jovatas in alqueria de Beniferre. V nonas octobris. de Abinhilel. Et domos pro stabulo, de Hubecar Almatia; et III fanecatas pro orto in Roteros.